# Hypancistrus zebra
Hypancistrus zebra är en fiskart som beskrevs av Isaac Isbrücker och Han Nijssen, 1991. Arten ingår i släktet Hypancistrus och familjen Loricariidae. Inga underarter finns listade i Catalogue of Life.